# Santa Lucía-formatie
De Santa Lucía-formatie is een geologische formatie in Bolivia die afzettingen uit het vroegste Paleoceen omvat. Het is de type-locatie van het Tiupampan (65 - 62,5 miljoen jaar geleden), de oudste South American Land Mammal Age. De Santa Lucía-formatie is samen met het Argentijnse Punta Peligro en het Braziliaanse Itaboraí-bekken de belangrijkste vindplaats van fossielen van zoogdieren uit het Paleoceen in Zuid-Amerika.

## Locatie
De Santa Lucía-formatie ligt bij Tiupampa, 95 km ten zuidoosten van Cochabamba. De formatie is afgezet in een tropische moerasvlakte met diverse rivieren dat begroeid was met onder meer varens en palmen. Op een locatie van circa 100 m² is 95% van de zoogdierfossielen gevonden. Deze locatie was waarschijnlijk een gebiedje langs een zijtak van een hoofdrivier die plots overstroomde en snel bedekt werd met een grote hoeveelheid zand, gezien de vele gearticuleerde skeletten.
De eerste fossiele vondsten werden in 1980 gedaan door Franse wetenschappers. In de jaren daarna onderzochten Boliviaanse, Franse en Amerikaanse wetenschappers de Santa Lucía-formatie.

## Fauna
In vergelijking met Laat-Krijt hadden grote veranderingen plaatsgevonden in de zoogdieren van Zuid-Amerika. In de Los Alamitos-formatie uit het Campanien (circa 75 miljoen jaar geleden) domineren soorten uit de Dryolestida, naast diverse andere basalere zoogdiergroepen. In de Santa Lucía-formatie zijn echter uitsluitend fossielen van zoogdieren behorend tot de Theria gevonden. Rond de overgang van het Krijt naar het Paleoceen was er kortdurend een landbrug aanwezig tussen Noord- en Zuid-Amerika. Het effect van de migratie die door landbrug mogelijk was op de zoogdierfauna van Zuid-Amerika is vergelijkbaar met die van de Great American Biotic Interchange na de sluiting van de landengte van Panama in het Plioceen. Analoog hieraan wordt wel gesproken van de "First American Biotic Interchange". Vanuit Noord-Amerika bereikten de Theria, waarvan de oorsprong waarschijnlijk in oostelijk Azië ligt, het continent. Het leidde ertoe dat de endemische zoogdiergroepen grotendeels verdrongen werden met enkele overlevers tijdens de eerste fase van het Paleogeen. Aanvankelijk waren de metatheriën de dominante groep en in sommige Paleocene fauna's maken ze meer dan de helft van de zoogdiersoorten uit.

### Zoogdieren

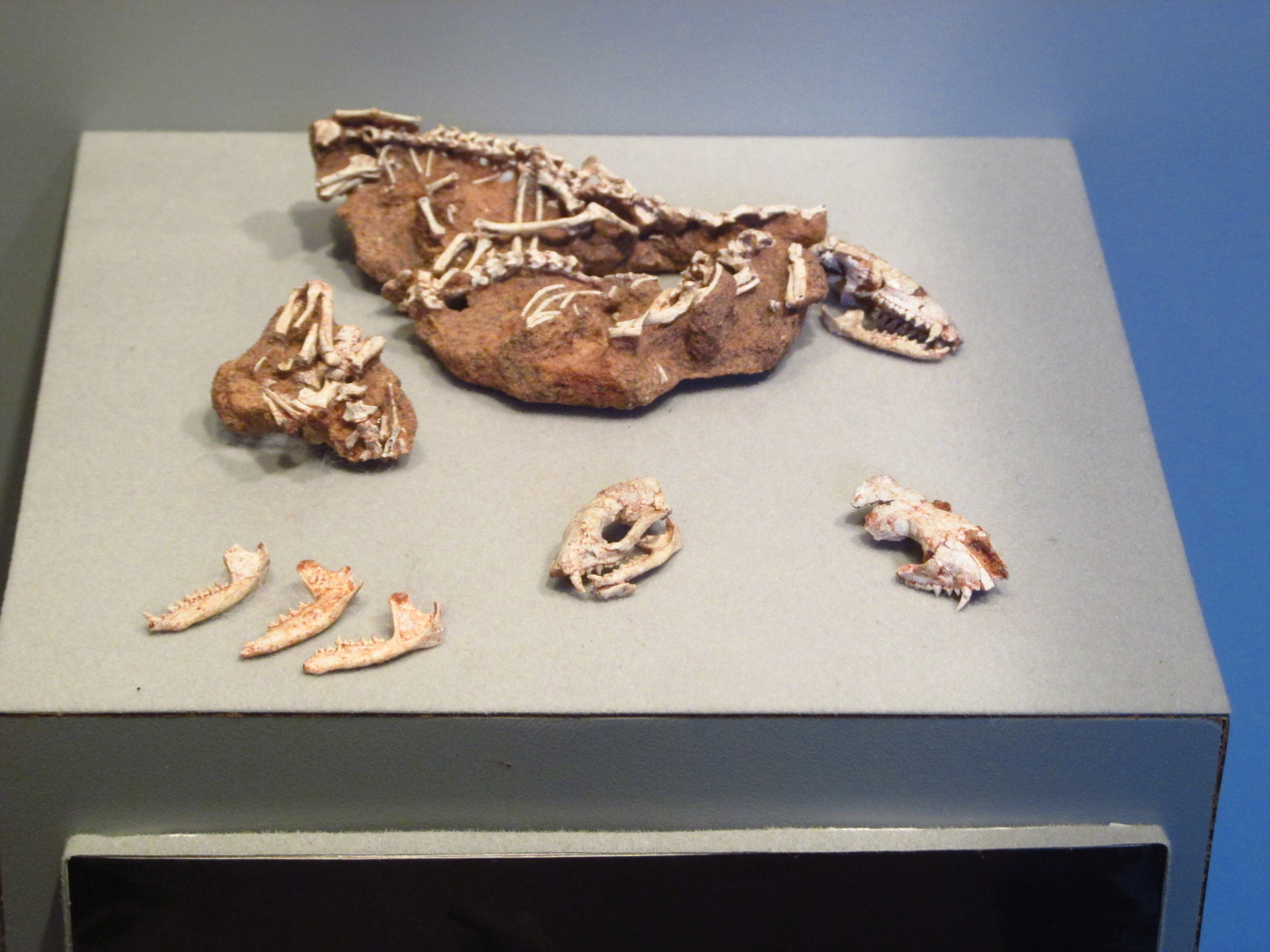
Fossielen van Pucadelphys in het Museo de Historia Natural in Cochabamba.

De fauna van de Santa Lucía-formatie bestaat met name uit buideldierachtigen, zoals de carnivore sparassodonten en de Pucadelphyidae. Mayulestes en Allqokirus zijn de oudst bekende sparassodonten. De buideldierachtige Roberthoffstetteria nationalgeographica is nauwer verwant aan geslachten uit het Laat-Krijt van Noord-Amerika dan aan Zuid-Amerikaanse taxa. De opossums van Tiupampa zoals Peradectes zijn ontwikkelder dan de Noord-Amerikaanse opossums uit het Laat-Krijt, maar minder dan die van Itaboraí. Verder is een hoefdier uit de familie Hernicosborniidae, behorend tot de Zuid-Amerikaanse hoefdiergroep Notoungulata bekend uit de Santa Lucía-formatie. Ook zijn fossielen gevonden van enkele zoogdieren die bekend zijn van noordelijke continenten: Cimolestes, de pantodont Alcidedorbignya en condylarthen uit de familie Mioclaenidae, waarvan Molinodus het beste bekend is.
- Marsupialiformes:
  - onzeker: Tiulordia
  - Peradectidae: Peradectes
  - Jaskhadelphyidae: Jaskhadelphys
  - Pediomyidae: Khasia
  - Pucadelphyda: Allqokirus, Andinodelphys, Incadelphys, Mayulestes, Mizquedelphys, Pucadelphys, Szalinia
  - Polydolopimorphia: Roberthoffstetteria

- Eutheria:
  - Cimolestidae: Cimolestes
  - Pantodonta: Alcidedorbignya
  - Mioclaenidae: Andinodus, Molinodus, Pucanodus,  Simoclaenus, Tiuclaenus

### Overige dieren
Naast de zoogdieren zijn in de Santa Lucía-formatie ook fossielen gevonden van een bronskikker, een wormsalamander, een scheenplaatschildpad, drie soorten krokodilachtigen waaronder Zulmasuchus, vijf soorten slangen en ongeveer 25 soorten zoetwatervissen, waaronder longvissen.